# Xysticus floridanus
Xysticus floridanus is een spinnensoort uit de familie van de krabspinnen (Thomisidae).
De wetenschappelijke naam van de soort werd in 1896 gepubliceerd door Nathan Banks.